# Fiat Robogate

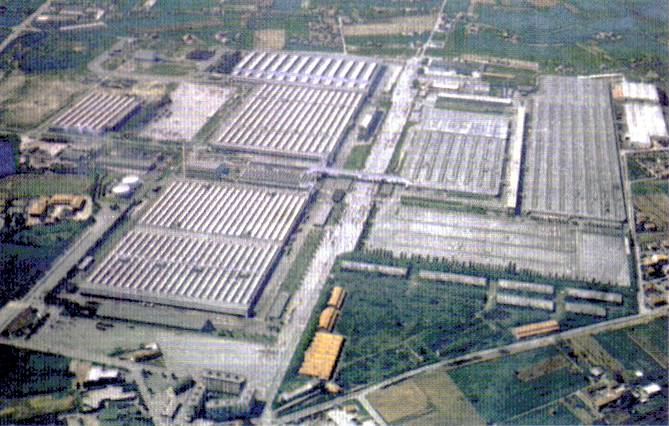
Vue aérienne de l'Usine Fiat-Rivalta (1978), la première à être équipée du système Robogate.

RoboGate est le système de production automatique flexible pour l'assemblage des carrosseries automobiles conçu par Comau, la filiale du Groupe Fiat spécialisée dans les robots et automatismes de fabrication. Premier système au monde de ce genre, il a été mis en service en 1978 dans l'usine Fiat Rivalta, implantée dans la banlieue de Turin, pour permettre de porter la production de la nouvelle Fiat Ritmo de 800 à 1200 exemplaires par jour, sans devoir agrandir l'usine pour installer une ligne supplémentaire d'assemblage ni avoir recours à de la main d'œuvre supplémentaire. 
La Fiat Ritmo, lancée en 1978, a été la première voiture au monde dont la carrosserie est entièrement assemblée et laquée par des robots. 

## Histoire

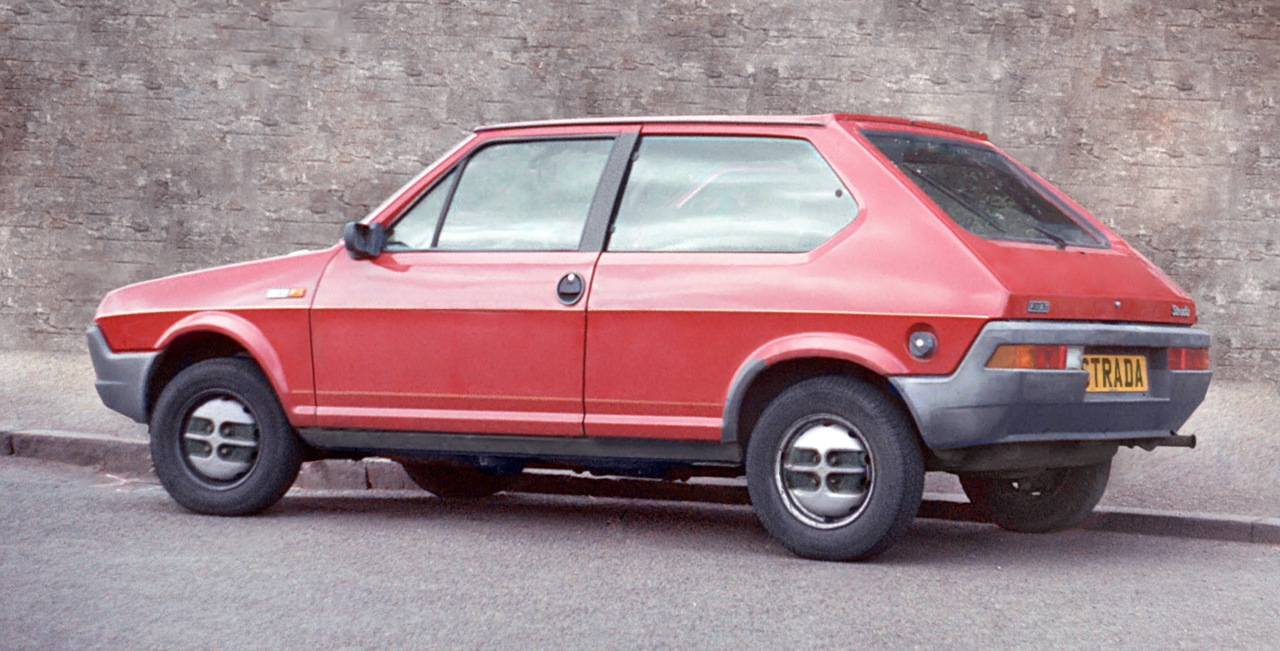
Fiat Ritmo, la 1re automobile au monde entièrement assemblée par une ligne robotisée.

Le système RoboGate était le résultat d'une longue étude faite d'essais multiples et de l'expérience acquise par la filiale Comau dans le domaine de la robotique appliquée, dont Comau était déjà un des leaders mondiaux. Comau avait depuis plus d'une décennie commercialisé différents types de robots pour des opérations spécifiques et a réussi à mettre au point un système complet flexible appliqué à une ligne d'assemblage de carrosseries de plusieurs modèles (7 au maximum sur la première version), dont le processus d'assemblage était simplement déterminé par un code à barres appliqué sur le premier élément de carrosserie lu par la machine. (NDR : décrire cela en 2011 peut paraître une simple évolution du process mais si l'on se transpose en 1978, à l'époque où chez Renault les soudures étaient manuelles... le pas est gigantesque).
Comau a réussi à faire travailler à des vitesses variables, des robots de positionnement des éléments de carrosserie, des robots de soudure, les convoyeurs, les robots d'approvisionnement des pièces etc.
Le groupe Fiat, dans ses filiales Automobile, véhicules industrielles et autres, a toujours développé des systèmes novateurs pour améliorer la qualité de la production avec un engagement fort pour l'automatisation des process. 
Avant de concevoir le système RoboGate, Fiat avait déjà équipé ses lignes de fabrication en 1972 du système de soudage robotisé pour les Fiat 131 et Fiat 132. En 1976, du système d'approvisionnement automatisé des pièces sur la ligne de montage de la Fiat 131. En 1977, Fiat a développé le système de traitement des carrosseries par immersion totale et application automatisée de la peinture en poudre. En 1981, après la mise en service du Robogate, Fiat s'est équipé d'un système automatisé d'assemblage du train arrière de la Fiat Uno. En 1982, Fiat a mis au point la fabrication robotisée des culasses et des boîtes de vitesses. En 1985, avec le lancement du moteur FIRE, ce fut le tour du montage du moteur complet. 
Le développement du système a commencé en 1975 et s'est poursuivi jusqu'à sa mise en service en 1978 pour le lancement de la nouvelle Fiat Ritmo. Ce même système qui n'a cessé d'être perfectionné, a ensuite été  également utilisé pour la fabrication, en, Italie, des Fiat Panda et Fiat Uno. 
Comau, filiale spécialisée du Groupe Fiat commercialise ses productions à travers le monde auprès de certains grands constructeurs automobiles comme Mercedes Benz, Chrysler Corporation LLC, General Motors, le groupe PSA, Volkswagen AG, Renault et Volvo, parmi les utilisateurs les plus équipés.
Image d'un RoboGate dans l'usine GM Ste Thérèse au Canada : 

## Éléments du système RoboGate

### Plateformes mobiles
Appelées RoboCarrier, ce sont des plates-formes équipées de batteries et d'un moteur électrique commandé par ordinateur. Leur mission est de déplacer le bloc carrosserie d'une automobile pour permettre leur assemblage entre les différentes unités de soudure, et lorsque la voiture est complète, la déposer à l'endroit précis de la chaîne globale afin de poursuivre le processus de fabrication. Toutes les informations sont transmises par des capteurs électromagnétiques. Les capteurs reçoivent les ordres émis par le système informatique central. 

### Station de soudage
Ces postes hautement automatisés sont des unités de robots qui assurent toutes les soudures des éléments de carrosserie entre eux. Quatre robots placés aux angles des plateformes, soudent en simultané. Chaque poste de soudage a sept programmes de soudage différents en mémoire, de sorte que l'on peut faire passer plusieurs modèles différents de carrosserie. L'ordinateur central gère toutes les commandes du programme de soudage pour chaque modèle. 

### Ordinateur central
Il gère de façon autonome la circulation des plateformes et les programmes de soudure aux différents postes. Grâce à des logiques de fonctionnement différentes, l'ordinateur central modifie le taux de mouvement des pièces à souder en fonction de la demande. Il planifie la charge de travail de chaque station de soudure et transmet les ordres de soudure en fonction du type de carrosserie placée sur la plateforme qui est en approche de la station.

## Process
Les quatre parties de la carrosserie, le toit, le plancher et chaque côté, sont chargés dans la plateforme RoboCarrier. L'ordinateur central sélectionne la station de soudure à laquelle chaque plateforme doit se diriger, compte tenu de la charge de travail et des unités libres, des unités non disponibles, l'ordonnancement général des tâches et leur position dans l'atelier. Pour guider la plateforme, l'ordinateur central lui transmet les signaux par le plancher transmis grâce aux capteurs électromagnétiques installés sur chaque Robocarrier. Une fois que le RoboCarrier est à poste, il y a la vérification du type de carrosserie à traiter par les robots de soudage. Les robots commencent par positionner les quatre parties du corps pour les placer selon la géométrie finale prédéfinie et appliquent les soudures générales. Ensuite, l'ensemble est déplacé vers une autre unité de soudage où d'autres robots, recevant les instructions précises de l'ordinateur central, procèdent au solde des soudures. Durant ce process, plus de 400 soudures sont exécutées et autocontrôlées. Certaines trop complexes peuvent également être réalisées par des soudeurs spécialisés. le contrôle qualitatif final est assuré sur une autre ligne de robots qui vérifient les alignements des pièces et analysent la qualité des soudures. Un contrôle visuel humain complète l'ensemble.

## Avantages

### Main d'œuvre
Pour contrôler le système, il suffit de deux personnes hautement qualifiées au lieu des 100 soudeurs qui seraient employés pour effectuer les mêmes opérations, avec une qualité qui peut ne pas être constante. Seulement une trentaine de salariés assurent la maintenance de la ligne robotisée. La même ligne peut produire 24 heures sur 24 et avoir une production de 300 000 carrosseries par an.
Grâce à cette installation, Fiat Auto a pu augmenter sa productivité de 15 % et à contribuer à faire de Fiat le leader des constructeurs mondiaux en automatisation des lignes de production.

### Flexibilité
Ce système révolutionnaire permet de fabriquer dans le même atelier 7 types de carrosseries différentes sans avoir à remplacer le moindre instrument pour passer d'un modèle à un autre. La flexibilité qui en résulte est impressionnante.
À condition de modifier la programmation du process des postes de soudure sur l'ordinateur central, le système pourrait traiter de nouveaux modèles de carrosseries. Cela a permis à Fiat de lancer la production de nouveaux modèles sans avoir à arrêter la production des autres en cours sans avoir à  changer ni même adapter le moindre outillage.
Le coût de chaque système installé en 1978 était l'équivalent de 81 millions de francs français de l'époque. Ramené en valeur Euros 2011, cela représente 42 millions d'euros actuels. Cependant, 80 % de l'investissement est réutilisable pour réadapter la ligne à de nouvelles gammes de produits.

## Curiosité
Pour souligner le degré très élevé d'automatisation des usines Fiat, le RoboGate figura dans la publicité pour le lancement commercial de la Fiat Ritmo, premier modèle produit avec ce système. Le slogan de sa première annonce était : "produite à la main par des robots."